# Hunteria simii
Hunteria simii är en oleanderväxtart som först beskrevs av Otto Stapf, och fick sitt nu gällande namn av H. Huber. Hunteria simii ingår i släktet Hunteria och familjen oleanderväxter. Inga underarter finns listade i Catalogue of Life.